# Заря (фотоаппарат)
Заря́ — малоформатный шкальный фотоаппарат со сменными объективами, выпускавшийся Харьковским производственным машиностроительным объединением «ФЭД» с 1959 по 1961 год. Упрощённая версия дальномерного фотоаппарата «ФЭД-2» третьего выпуска без дальномера и автоспуска. Поставлялся только на внутренний рынок СССР, и за его пределами не был известен. Всего выпущено 141300 штук. В 1960 году разработан и выпущен опытной партией менее 100 экземпляров фотоаппарат «Заря-3» с экспонометром в виде оптического клина.

## Общие технические характеристики

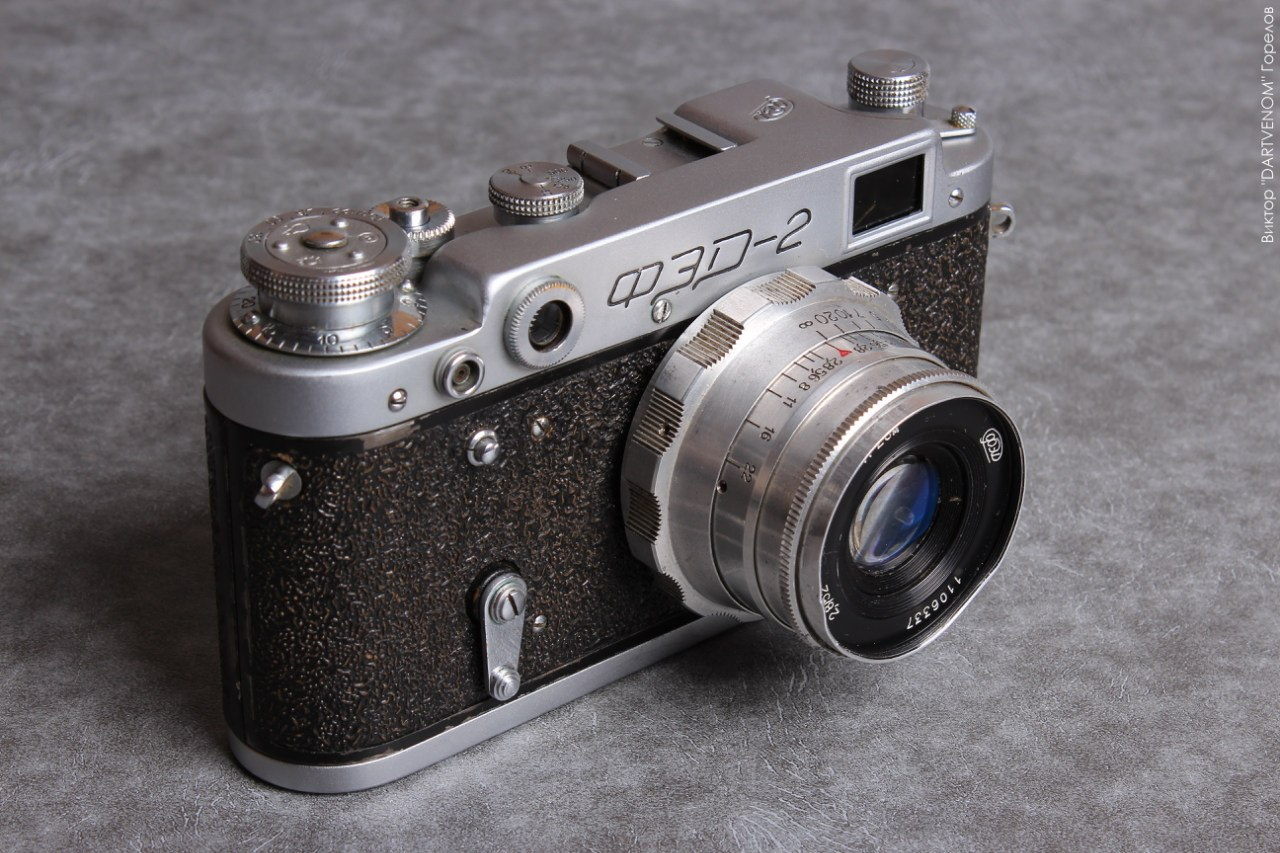
Базовая модель «ФЭД-2»

- Тип применяемого фотоматериала — фотоплёнка типа 135 в стандартных кассетах. Размер кадра — 24×36 мм. Возможно применение двухцилиндровых кассет с раздвижной щелью.
- Корпус — металлический, со съёмной задней стенкой.
- Штатный объектив — «Индустар-26М» 2,8/50, просветлённый.
- Присоединительные размеры для насадок:
  - гладких — 42 мм;
  - резьбовых (светофильтров) — М40,5×0,5 мм.
- Взвод затвора и перемотка плёнки — головкой.
- Затвор обеспечивает следующие выдержки: 1/500, 1/250, 1/125, 1/60, 1/30 с и «B» — длительную выдержку.
- Видоискатель оптический, параллаксный.
- Синхроконтакт «X», выдержка синхронизации 1/30 с. Крепление для фотовспышки или съёмного дальномера.
- Резьба штативного гнезда — 3/8 дюйма.